# دولیکورینکوپس
دولیکورینکوپس (نام علمی: Dolichorhynchops) (به معنی بینی‌درازچهره) نوعی خزنده انقراض یافته از نوع پلسیوسورها بوده که در آمریکای شمالی و در دوره کرتاسه پسین زیست می‌کرده‌است. دولیکورینکوپس، چهار اندام پارو مانند، پوزه‌ای بلند، باریک و نوک تیز داشت که پر از دندان بود و گردنی کوتاه داشت. این جانور در سال ۱۹۰۳، توسط ویلیستون نامگذاری شد. فسیلهای آن در کانزاس و وایومینگ ایالات متحده کشف شده‌اند.